# Andreas Hauch
Andreas Hauch (født 27. marts 1708 i Ingermanland, død 19. maj 1782 i København) var en dansk officer.

## Virke i udlandet
Han var søn af russisk kommandørkaptajn Christopher Hauch (1678-1718) og en russerinde, men i øvrigt på fædrenesiden af dansk afstamning, idet bedstefaderen var gårdejer i Sindbjerg i Nørvang Herred og oldefaderen guldsmed i Ribe. Efter faderens død kom Hauch i huset hos farbroderen Berthel Hauch i Aalborg, blev 1724 immatrikuleret ved Københavns Universitet, 1725 kadet og underofficer i fodfolket. 1727 indtrådte han i sjællandske gevorbne Regiment som sekondløjtnant. Den unge mand var i ingen henseende nogen betydelig eller energisk personlighed, men han havde en naturlig god forstand og et smukt ydre, var elskværdig og vindende af væsen og savnede således ikke betingelser for at gøre lykke, hvortil han næsten blev selvskrevet, da han førtes frem af Poul Vendelbo Løvenørn og nogle år senere erhvervede sig kronprinsens (Frederik V's) særdeles yndest og fortrolighed. 1730 blev han forsat til Livgarden, men kun for året efter med den i garden erhvervede anciennitet at vende tilbage til sit regiment som kaptajn. 1735 deltog han i et krydstogt med Flåden. 1738 solgte han sit kompagni, fik majors karakter og tjente 1737 og 1738 i den kejserlige hær i felttog i Ungarn.
Hjemvendt til Danmark 1739 udnævntes han til premiermajor, og i denne egenskab deltog han som frivillig ved den svenske hær i krigen i Finland (1741-43). Laurbær var der dog ikke at hente i denne for de svenskes vedkommende parodiske krig, og Hauch opholdt sig da også ofte under denne i Stockholm, hvor den danske gesandt, general Gustav Grüner, bl.a. benyttede ham til at gøre garnisonens yngre officerer gunstigt stemte for valget af den danske kronprins til svensk tronfølger. Også af ambassadøren, gehejmeråd Christian August von Berckentin, anvendtes han i diplomatisk tjeneste, og i marts 1743 afsendtes han til Danmark med depecher og for mundtlig at give regeringen nøjagtig besked om sagernes stilling. 1743 blev han karakteriseret, året efter virkelig sekondoberstløjtnant, deltog 1745-46 ved den kejserlige hær i felttog i Brabant sammen med Peter Elias von Gähler og de unge prinser af Braunschweig-Lüneburg-Bevern, dronning Juliane Maries slægtninge, og var adjudant hos fyrsten af Waldeck.

## Hjemme igen
Under dette ophold i hjemmet blev Hauch udnævnt til oberstløjtnant og efter sin endelige tilbagekomst ansat ved lollandske gevorbne Regiment, hvorfra han 1747 overgik til det samme år oprettede falsterske. 1750 blev han optaget i den danske adelstand og udnævnt til oberst. I samme mærkeår ægtede han 10. juni i Glückstadt Sophie Styrup (20. januar 1731 – 15. februar 1760), datter af generalløjtnant Georg Christopher Styrup og Margrethe f. Friis, som bragte ham en betydelig formue. 1752 udnævntes han til generaladjudant hos Frederik V, 1755 blev han generalmajor, året efter chef for Kronprinsens Regiment og 1. generaladjudant, 1761 hvid ridder og midlertidig kommandant i København. 24. april samme år giftede han sig på ny, denne gang med Anna Cathrine von Staffeldt, f. von der Maase (31. januar 1722 – 31. januar 1786), enke efter kammerherre, staldmester Adolph Heinrich von Staffeldt (1. november 1717 – 20. oktober 1759) og datter af ritmester Frederik von der Massau til Tybjerggård og Conradine Sophie f. Rostgaard. Ved dette ægteskab kom Hauch i besiddelse af hovedgården Kongsdal, som han dog solgte 1770 til kammerherre C.A. von Massau von der Osten, forbeholdende sig og sin familie begravelseskapellet i Undløse Kirke.
1762, da den danske hær opstilledes i Mecklenburg mod russerne, forrettede Hauch tjeneste som ældste generaladjudant i grev Claude-Louis de Saint-Germains stab, og det følgende år ved oprettelsen af Generalkrigsdirektoriet indtrådte han i dette som 1. deputeret, overkrigssekretær og chef for 1. departement, hvorefter navnlig personellet og infanteriets styrelse sorterede under ham. Som kommandant
virkede han for bedre hospitalsforhold for Københavns garnison og gav det første stød til opførelse af kaserner.
I januar 1765 udnævntes han til generalløjtnant og til kommandant på Kronborg, hvilken post han beholdt indtil 1780. Samtidig fratrådte han sin stilling i direktoriet, hvor han med sin ulyst til reformer næppe har været til behag for Saint-Germain eller ydet denne nogen væsentlig støtte. 1755 var han dog begyndt at udarbejde planer for forbedringer i Hæren, men først med Saint-Germains overtagelse af hærledelsen åbnedes sluserne for den strøm af hærplaner, der væltede ind i det næste tiår. Hauch søgte, støttet af Gähler og overkrigssekretær Ahlefeldt, at holde igen over for Saint-Germains voldsomme reformiver, og efter hårde forhandlinger opstod ved samarbejde mellem de fire herrer hærplanen af juni 1763. Hauch og Gähler var dog kun
efter stærkt pres fra kongens side gået med til at underskrive planen, og i de følgende måneder fremsatte de så
stærk kritik af den, at en ændret plan blev godkendt året efter. I sidste ende forlod Hauch dog styrelsen i januar 1765.
Derpå fulgte en periode, hvor Hauch gled ind og ud af hærledelsen. Januar 1766 blev Saint-Germain afskediget som præses, og i marts gik Hauch atter ind som 1. deputeret, men allerede i september samme år blev Carl af Hessen præses, og Hauch fik efter ansøgning tilladelse til at vende tilbage til Kronborg. Da Saint-Germain i marts 1767 atter blev præses, forblev Hauch på slottet i Helsingør, men da Saint-Germain i september samme år endeligt afskedigedes, trådte Hauch i december atter ind i sin gamle stilling og beholdt samtidig stillingen på Kronborg. Samme år fik han l'union parfaite.

## Fald fra magten og oprejsning
I 1770 afskedigede Struensee Hauch fra hans embeder med undtagelse af den nævnte kommandantpost på Kronborg. Han havde formentlig pådraget sig Struensees mishag ved at kræve kgl.
resolution for, at visse militære ordrer for fremtiden skulle udfærdiges på tysk. Under Hauchs ledelse afgav Kollegiet den betydningsfulde udtalelse om stavnsbåndet, som Christian Colbiørnsen og C.D.F. Reventlow med stor politisk effekt benyttede nogle år senere, i 1788.
Det blev Hauch, der på Kronborg 17. januar 1772 fik til opgave at modtage den ulykkelige dronning Caroline Mathilde, da hun efter kun 3 timers kørsel ankom til sit fængsel, ligesom det var ham, der gav hende den sidste honnør, da hun 1. juni afsejlede fra Kronborg. Der fortælles, at Hauch under fangenskabet ikke viste Caroline Mathilde synderlig deltagelse, og at han var smålig og nøjeseende med overholdelse af fængselsreglementet, men da der samtidig tilføjes, at hans hustru og datter var overordentlig tjenstvillige og hjertelige over for dronningen, beviser udsagnet kun, at den fine hofmand med argusøjne hvilende på sig har valgt en forstandig form til at lade medfølelsen komme til orde. De nye magthavere tilbød i februar samme år Hauch at lade ham avancere det kendte «pas», der tilfaldt de direkte deltagere i sammensværgelsen som løn, og i denne måned var han blevet udnævnt til general af infanteriet fra 17. januar, men han bad imidlertid om, at dette måtte henstå, til "obwaltende Affaire hieselbst vorbey seyn werde", og først på Arveprinsens bryllupsdag 1774 blev udnævnelsen effektiv. 1773 indtrådte han i den store Hærkommission og på ny for fjerde gang i krigsvæsenets styrelse som deputeret og beklædte derpå denne stilling indtil 1781. Han døde 19. maj 1782 og er begravet i Undløse Kirke.
Samtidige politikere såsom A.P. Bernstorff og Ulrik Adolf Holstein har omtalt Hauch som en fortræffelig skikkelse, en mand, der kun ville det gode, var modtagelig for fornuft og tilstræbte det almene vel. Han var ikke nogen stor ånd, men i besiddelse af megen sund sans, tjenstvillig og elskværdig.
Der findes flere portrætter af ham, bl.a. tidligere på Store Grundet og hos baron Christian Rosenkrantz. Hauch er afbildet på stikket af Caroline Mathildes afrejse fra Kronborg 1772, dog næppe som portræt.